# Кубок Болгарії з футболу 1985—1986
Кубок Болгарії з футболу 1985—1986 — 46-й розіграш кубкового футбольного турніру в Болгарії. Титул здобув Вітоша (Софія).

## 1/8 фіналу
| Команда 1           | Рахунок | Команда 2                           |
| ------------------- | ------- | ----------------------------------- |
| 2 лютого 1986       |         |                                     |
| Тракія (Пловдив)    | 1:3     | Вітоша (Софія)                      |
| Локомотив (Софія)   | 2:0     | Септемврійська слава (Михайловград) |
| Локомотив (Русе)    | 2:0     | Лудогорець (Разград)                |
| Чирпан              | 2:4     | Средец (Софія)                      |
| Нафтохімік (Бургас) | 2:4     | Етир (Велико-Тирново)               |
| Балкан (Ботевград)  | 1:2     | Дунав (Русе)                        |
| Спартак (Варна)     | 0:1 дч  | Спартак (Плевен)                    |
| Сливен              | 5:0     | Пирин (Благоєвград)                 |

## 1/4 фіналу
| Команда 1             | Рахунок | Команда 2         |
| --------------------- | ------- | ----------------- |
| 5 лютого 1986         |         |                   |
| Вітоша (Софія)        | 3:2     | Локомотив (Софія) |
| Локомотив (Русе)      | 1:3     | Средец (Софія)    |
| Етир (Велико-Тирново) | 2:1     | Дунав (Русе)      |
| Спартак (Плевен)      | 2:3     | Сливен            |

## 1/2 фіналу
| Команда 1             | Рахунок | Команда 2      |
| --------------------- | ------- | -------------- |
| 8 лютого 1986         |         |                |
| Етир (Велико-Тирново) | 3:7     | Вітоша (Софія) |
| Средец (Софія)        | 4:3     | Сливен         |

## Матч за третє місце
| Команда 1             | Рахунок | Команда 2 |
| --------------------- | ------- | --------- |
| 26 квітня 1986        |         |           |
| Етир (Велико-Тирново) | 2:0     | Сливен    |

## Фінал
| 27 квітня 1986 |

| Вітоша (Софія) | 2:1      | Средец (Софія)     |
| -------------- | -------- | ------------------ |
| Валчев 3', 22' | Протокол | Славков 56' (пен.) |

| «Васил Левський», Софія Глядачів: 28 000 Арбітр: Богдан Дочев |